# Druckwasserwäsche
Die Druckwasserwäsche ist ein Verfahren zur Reinigung von Biogas von Schwefel und Kohlenstoffdioxid. Im Gegenstromverfahren werden Wasser und das Rohbiogas unter Druck in einem Absorber gereinigt, dabei lösen sich die unerwünschte Gase sowie ein geringer Teil des enthaltenen Methan in der Waschlösung. In der Reinigung von Biogas zur Erzeugung von Biomethan zur Einspeisung ins öffentliche Gasnetz ist dieses Verfahren am meisten verbreitet. Das gereinigte Biogas besitzt einen Methangehalt von 97–99 % und liegt damit auf dem Niveau von Erdgas.